# 大甲 (臺中市大字)
大甲，是臺灣臺中市大甲區的一個傳統地域名稱，也是全區核心聚落所在地，位於該區南半葉中部。相較於今日行政區，其範圍大致包括大甲里西北部、順天里東北部、孔門里南半部、朝陽里西南部。

## 歷史
台灣清治末期，大甲地區為一街庄，稱為「大甲街」，隸屬於苗栗三堡。該街被西側的庄尾庄與東側的山腳庄所包圍。
1901年（日明治三十四年）11月，全台廢縣廳改設二十廳，該街隸屬於苗栗廳。1903年（明治三十六年）6月，該街編入「大甲區」，仍隸屬於苗栗廳。1909年（明治四十二年）10月，全台二十廳合併為十二廳，苗栗廳廢止，大甲區改隸屬於臺中廳。1920年（大正九年），全台地方制度大改正，該街改制為「大甲」大字，隸屬於臺中州大甲郡大甲庄。1933年，大甲庄升格為大甲街。
戰後大甲街改制為大甲鎮，隸屬於臺中縣，大字亦改制為里。1950年10月，中、彰、投分治，大甲鎮隸屬不變。2010年12月，隨著臺中縣、市合併為直轄臺中市，大甲鎮改制為大甲區。

## 交通
市道132號（文武路）是大安港至后里的道路，大致以西北－東南走向轉西北西－東南東走向經過本地區。由該道路向西北可前往大安港並止於區道中7線，向東南東繞過台鐵大甲車站可前往外埔、后里並止於台鐵后里車站。

## 學校
- 文昌國小（小部分）

## 文化資產
- 大甲文昌祠（市定古蹟）
- 大甲媽祖遶境進香活動（民俗）

## 寺廟
- 大甲鎮瀾宮